# Годмършъм
Годмършам (на английски: Godmersham) е село и кметство в община Ашфорд в графство Кент в Англия. Намира се на 6 км североизточно от гр. Ашфорд, където река Грейт Стауър пресича възвишенията Норт Даунс. Кметството включва селата Годмършъм и Билтинг.
Селската църква „Сейнт Лорънс“ е посветена на Св. Лаврентий мъченик. Архитектурата е смесена: англо-саконска и норманска, като църквата е реставрирана през 1864 г. В нея се намира едно от най-ранните изображения на Томас Бекет.
Къщата Годмършам парк хаус е построена през 1732 г. и по-късно става собственост на Едуард Найт, брат на Джейн Остин. Смята се, че в нейния роман Гордост и предразсъдъци са пресъздадени образи и места от селото.
Годмършам се споменава за първи път през 824 г., когато Беорнулф, крал на Мерсия, дава селото на Улфред, архиепископ на Кентърбъри. Селото е включено в преброяването на Уилям Завоевателя през 1086 г. Счита се, че Билтинг е още по-стар.

## Известни личности
- Самюъл Пег, антиквар и местен свещеник повече от 20 години през ХVІІІ в.[2]